# ادبیات زنان
رشته تحصیلی نویسندگی یا ادبیات زنان‌ یک حوزه مجزا در نقد ادبی است که بر این انگاره که تجربیات زنان از دیدگاه تاریخی بر پایه جنسیت آنها شکل گرفته‌است و بنابراین زنان نویسنده گروهی از نویسندگان هستند که حوزه پژوهشی جداگانه‌ای را می‌سازند، شکل گرفته‌است. بر این پایه نوشته‌های آنان برآمده از شرایطی است که با نوشته‌هایی که مردان نوشته‌اند، متفاوت است. ادبیات زنان از دیدگاه سیاسی یا موضوعی به نویسندگان زن نمی‌پردازد و جنسیت نویسنده را به معنای موقعیت او به عنوان یک زن در جهان ادبیات می‌سنجد. ادبیات زنان، به عنوان حوزه ای جداگانه از پژوهش و نقد ادبی، به روشنی از سوی مجله‌ها، سازمان‌ها، جایزه‌ها و همایش‌هایی که تنها به نوشته‌هایی که زنان نوشته‌اند تمرکز دارند، به رسمیت شناخته شده‌است. بیشتر برنامه‌های درسی ادبیات در انگلیس و آمریکا دوره‌هایی را در مورد سویه‌های ویژه ادبیات زنان ارائه می‌دهند و نویسندگی زنان به عنوان حوزه‌ای تخصصی در نظر گرفته می‌شود.
نویسندگی زنان، به‌عنوان حوزه‌ای مجزا از مطالعات و عملکرد ادبی، به صراحت توسط تعداد مجلات، سازمان‌ها، جوایز، و همایش‌های اختصاصی که بیشتر یا منحصراً بر نوشته‌های نوشته شده توسط زنان تمرکز دارند، شناخته می‌شود. نویسندگی زنان به عنوان یک حوزه پژوهشی از دهه ۱۹۷۰ در حال گسترش بوده‌است. بیشتر برنامه‌های ادبیات انگلیسی و آمریکایی، دوره‌هایی را در مورد جنبه‌های ویژه ادبیات زنان ارائه می‌دهند و نویسندگی زنان عموماً به خودی خود یک حوزه تخصصی در نظر گرفته می‌شود.

## رده‌ای متمایز

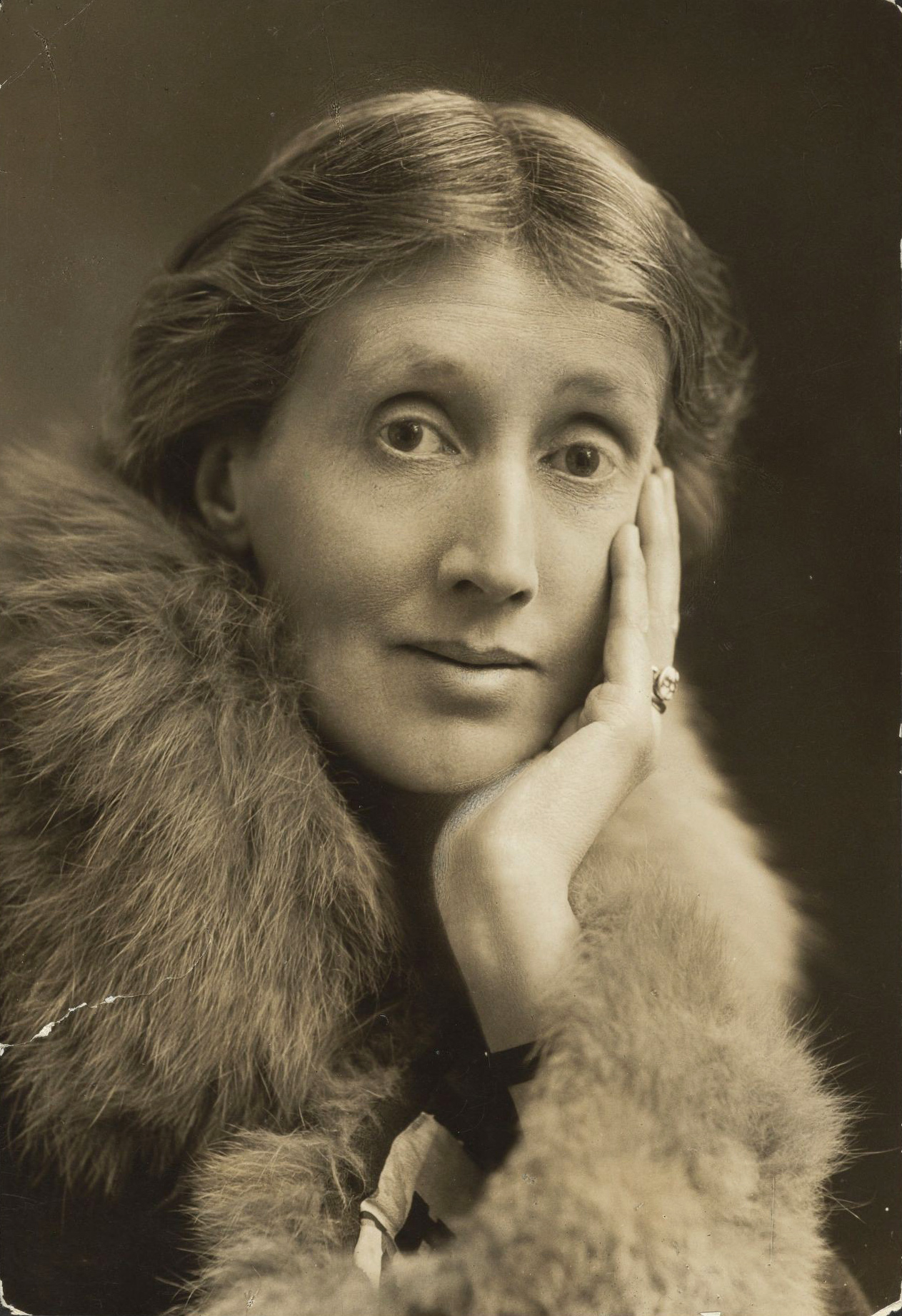
ویرجینیا وولف

گفتمان گسترده‌تر دربارهٔ مشارکت‌های فرهنگی زنان در یک رده جداگانه پیشینه‌ای دیرپا دارد، اما پژوهش بر روی ادبیات زنان به عنوان رده‌ای متمایز از، سویه‌های نسبتاً نو است. در سده ۱۸ نمونه‌هایی از فهرست نویسندگان زن وجود دارد که از جمله آنها «''خاطرات جورج بالارد'' از چند خانم بریتانیایی که به خاطر نویسندگی یا مهارت در زبان‌آموزی، هنر و دانش برجسته شده‌اند» (۱۷۵۲)، «زنانگی» (Feminiad) از جان دانکومب، که فهرست نویسندگان زن است، و کتاب «زندگینامه زنانه : زنان ارزشمند، یا، خاطرات درخشان‌ترین بانوان، در همه دوران و ملت‌ها، که به دلیل بزرگواری، یادگیری، هوشیاری، برتری، پارسایی و دیگر مواهب عالی برجسته شده‌اند»، است. به شکل یکسان، زنان به عنوان دسته جداگانه از نویسندگان و با نگاهی ضد زن فهرست شده‌اند، که شاید بهترین نمونه‌های آن کتاب «زنان بدون جنسیت» از ریچارد پالول، که نگاهی به چندی از نویسندگان زن در پایان سده ۱۸ با تمرکز ویژه بر روی مری ولستون کرافت و حلقه اطرافیان اوست، دارد.
نخستین بحث‌ها در مورد مشارکت فرهنگی گسترده‌تر زنان را می‌توان در سده هشتم پیش از میلاد، زمانی که هزیود فهرستی از قهرمانان زن و ایزدبانوان را گردآوری کرد، یافت. پلوتارک، زنان قهرمان و هنرمند را در کتاب اخلاق خود فهرست کرد. در دوران سده‌های میانه، بوکاچیو از زنان افسانه‌ای و سپند (مقدسی) انجیلی به عنوان نمونه‌های اخلاقی در کتاب  (دربارهٔ زنان نام‌آور) (۱۳۶۱–۱۳۷۵) استفاده کرد که بعدها الهام‌بخش کریستین دو پیسان برای نوشتن کتاب شهر بانوان (۱۴۰۵) شد.
نویسندگان زن از دیرباز به «سنت زنانه» در نوشتن علاقه‌مند بوده‌اند. مری اسکات کتاب «وکیل زن : شعری به مناسبت خواندن زنانگی از آقای دانکامب» (۱۷۷۴) یکی از شناخته‌شده‌ترین آثار این چنینی در سده هجدهم که دوره‌ای با رشد فزاینده‌ای از نویسندگان زن بوده‌است را نوشت. در سال ۱۸۰۳، مری هیز شش جلد زندگینامه زنان را منتشر کرد. کتاب اتاقی از آن خود از ویرجینیا وولف (۱۹۲۹) نمونه ای نوین از کشف سنت نویسندگی زنان است. وولف، با این حال، به دنبال توضیح آنچه که او به عنوان ناپیدایی و غیبت درک می‌کرد، بود و در میانه سده توجه پژوهشگران به یافتن و بازیابی نویسندگان «گمشده» معطوف شد. از آنجاییکه معمولاً ویراستاران واژه‌نامه‌ها یا دانشنامه‌های زنانه به دشواری گزینش از میان همه نوشته‌های موجود اشاره می‌کنند، چیزهای زیادی برای بازیابی وجود داشت.
به تازگی ناشران تجاری نیز به شکلی یکسان بر نویسندگی زنان متمرکز شده‌اند: از دهه ۱۹۷۰ شماری نشریه ادبی (مانند Firewed و Room of One's Own) به وجود آمد که به انتشار آثار خلاقانه نویسندگان زن اختصاص داده شده‌است، و تعدادی نشریه اختصاصی نیز با همین نگرش چاپ شدند. افزون بر این، مجموعه‌ها و گلچین‌های نوشته‌های زنانه همچنان توسط مطبوعات تجاری و دانشگاهی منتشر می‌شود.
این پرسش که آیا «سنت زنانه» در نوشتن وجود دارد یا خیر، همچنان پاسخ روشنی ندارد. برخی از پژوهشگران و ویراستاران به «قانون زنان» و «نسب ادبی» زنان اشاره می‌کنند و به دنبال «شناسایی درونمایه‌های تکرارشونده و ردیابی الگوهای فرگشتی و درپیوند» در نوشتار زنان هستند، اما گستره نوشته‌های زنان در درازای زمان و مکان آنچنان قابل توجه است که به باور برخی، صحبت از «نوشتن زنانه» به معنای جهانی نادرست است: کلر باک «نوشتن زنانه» را «مقوله ای ناپایدار» می‌نامد. افزون بر این، نویسندگان زن را نمی‌توان جدای از مردان معاصر و هم‌روزگار خود و سنت ادبی بزرگتر در نظر گرفت. پژوهش‌های تازه در مورد نژاد، طبقه و تمایلات جنسی در ادبیات این پرسمان را پیچیده‌تر کرده و در برابر انگیزه ارائه یک «سنت زنانه» قرار می‌گیرد. برخی از پژوهشگران، مانند راجر لونزدیل، اشاره می‌کنند که در نوشتار زنان تا حدی درونمایه‌هایی مشترک وجود دارد و با توجه به ناامنی‌های آموزشی که آنها تجربه می‌کنند و همچنین کمبود زنان نویسنده که برآمده از رفتار پس‌زنندهٔ جامعه است، «بی‌دلیل نیست که نویسندگان زن را در برخی جنبه‌ها به عنوان یک مورد ویژه در نظر بگیریم». بنابراین، استفاده از اصطلاح «نوشته‌های زنانه» بر این باور دلالت دارد که زنان، هر اندازه هم که گوناگون بنویسند، بر پایه جنسیت دارای جایگاهی متفاوت هستند و به نوعی گروهی ویژه را تشکیل می‌دهند.

## کشف دوباره آثار نادیده گرفته شده از گذشته
در جهان غرب، موج دوم فمینیسم باعث آشکاری مشارکت‌های تاریخی زنان شد و زیرشاخه‌های گوناگون دانشگاهی، مانند تاریخ زنان و نوشته‌های زنان، در پاسخ به این باور که زندگی و مشارکت زنان حوزه‌های کمتر پژوهش شده‌اند، توسعه و گسترش یافت. علاقه و دلبستگی دانشورانه بخش بزرگتر این دوره نخستین پژوهش‌های ادبی فمینیستی به کشف و پی‌برد دوباره و بازیابی و بازیابی متن‌های نوشته شده توسط زنان اختصاص داده شد. مطالعاتی مانند «مادران رمان» (۱۹۸۶) از دیل اسپندر و «پیدایش رمان‌نویس زن» (۱۹۸۶) از جین اسپنسر در پافشاری آنها بر این که زنان همیشه در حال نوشتن بوده‌اند، راهگشا بودند. متناسب با این رشد دلبستگی علمی، مطبوعات گوناگون کار انتشار دوباره متن‌هایی که برای سالیان دراز بازچاپ نشده بودند را از سر گرفتند. انتشارات ویرگو پرس (Virago Press) شروع به انتشار فهرست بزرگ خود از رمان‌های سده نوزدهم و اوایل سده بیستم در سال ۱۹۷۵ کرد و به یکی از نخستین مطبوعات تجاری تبدیل شد که به پروژه بازیابی پیوست. نشریه پاندورا در دهه ۱۹۸۰ که مسئول انتشار پژوهش‌های اسپندر بود، مجموعه‌ای از رمان‌های سده هجدهم زنان را منتشر کرد. به تازگی، برادوی پرس (Broadview Press) به انتشار رمان‌های سده ۱۸ و ۱۹ ادامه می‌دهد که بسیاری از آنها تاکنون چاپ نشده بودند، و دانشگاه کنتاکی مجموعه‌ای از رمان‌های نخستین زنان را منتشر کرده‌است. به گفته یکی از ویراستاران، به همین تناسب در حوزه فرهنگ دانشنامه‌های زندگی‌نامه نویسندگان زن وجود داشته‌است که «بیشتر زنان ما در کتاب‌های مرجع «استاندارد» در این زمینه حضور ندارند.»
کتاب نویسندگان زن در انگلستان رنسانس، به نبود زنان در ادبیات رنسانس اشاره می‌کند، و همچنین به بررسی این پدیده در گم شدن گواهی‌های نویسندگان زن در آن دوره می‌پردازد. دلبستگی گسترده به نویسندگی زنان در کنار ارزیابی دوباره و گسترش کلی قانون ادبی شکل گرفت و تحت تأثیر آن قرار گرفت. علاقه به ادبیات پسااستعماری ،ادبیات همجنس گرایان، رنگین پوستان، کارگران، و تولیدات فرهنگی دیگر گروه‌های به کنار رانده شده تاریخی منجر به گسترش گسترده آنچه تاکنون «ادبیات» و سبک‌ها تلقی می‌شد، شده‌است.

## تمایزات
در پیش‌درآمد رابرت سیلوربرگ بر کتاب «دختری که به برق وصل شد» از جیمز تیپتری جونیور او اینطور نتیجه‌گیری می‌کند که نام مستعار نویسنده بی‌گمان برای یک مردا است، چرا که در این کتاب دستور زبان و واژگان به کار رفته در داستان مردانه هستند. سیلوربرگ نوشته‌های تیپتری را با نوشته‌های همینگوی مقایسه می‌کند و می‌گوید که مردانگی در این واقعیت یافت می‌شود که نوشته «ساده، مستقیم و سرراست» بوده و از «تکیه بر گفتگوهای شکسته پرشور» استفاده می‌کند. بعدها ثابت شد که او اشتباه می‌کرده‌است، زیرا تیپتری در واقع آلیس شلدون، نویسنده زن است. این موضوع این پرسش را مطرح می‌کند که آیا نویسندگان زن و مرد تفاوت مشخصی در شیوه نوشتن دارند یا نه و آیا پارامترهای ویژه‌ای وجود دارد که «نوشتن زنانه» را تعریف می‌کند؟ در واقع، پژوهش‌های پرشماری وجود دارد که از ایده تفاوت زنان و مردان پشتیبانی می‌کند.

### پروژه‌های بر پایه وب
- 17th Century Women Poets
- Bibliography of Early Modern Women Writers That Are In Print
- British Women Playwrights around 1800 بایگانی‌شده  در ۳ مارس ۲۰۱۶ توسط Wayback Machine
- British Women Romantic Poets, 1789 - 1832
- The Brown University Women Writers Project
- Canada's Early Women Writers
- Canadian Women Poets
- A Celebration of Women Writers
- Chawton House Library
- Corvey Women Writers on the Web
- Early Modern Women's Poetry
- Emory Women Writers Resource Project
- ARTFL French Women Writers Project
- Girlebooks: free ebooks by women writers
- Internet Women's History Sourcebook
- ARTFL Italian Women Writers Project
- Links to Digitizing Projects of Women Writers
- Medieval Women Writers in Latin
- The Orlando Project: A History of Women's Writing in the British Isles
- The Perdita Project
- Project Electra, Oxford University (under construction)
- Project Continua
- The Victorian Women Writers Project
- The Victorian Women Writers Letters Project
- Voices from the Gaps: Women Artists and Writers of Color
- Women Writers of Early Canada
- Women Writers Project
- Women Romantic-Era Writers
- Women’s Travel Writing 1830-1930
- The Women Writers Archive: Early Modern Women Writers Online
- Women Writers Resource Project

### مجلات ادبی و نقد نویسندگی زنان
- بررسی کتاب زنان استرالیایی
- مجله بلوستاکینگ، پایه‌گذاری شده در سال ۱۹۱۱
- کاسه گل (۱۹۷۶-)
- کالیوپه، مجله ادبیات و هنر زنان
- اینطور بگیم
- ببر لیلی (۱۹۸۶–)
- بررسی کتاب‌های زنان (۱۹۸۳–)